# Bećir Omeragić
Bećir Omeragić (* 20. Januar 2002 in Genf) ist ein Schweizer Fussballspieler. Er steht beim französischen Erstligisten HSC Montpellier unter Vertrag. Der Innenverteidiger ist seit Oktober 2020 Schweizer Nationalspieler.

## Karriere

### Vereine
Der in Genf geborene Bećir Omeragić spielte in der Jugend von Étoile Carouge und dem Servette FC, bevor ihn der FC Zürich im Juni 2018 verpflichtete. Trotz seinem jungen Alter war Omeragić seit seiner Ankunft im Kader der Zürcher gelistet, musste aber aufgrund von Verletzungen und Länderspielabstellungen in seiner ersten Saison 2018/19 lange auf sein Pflichtspieldebüt bei der ersten Mannschaft warten und absolvierte parallel dazu bis Mai 2019 nur 12 Ligaspiele in der U21-Mannschaft des FC Zürich. Am 4. Mai 2019 (32. Spieltag) bestritt der Innenverteidiger im Alter von 17 Jahren sein Debüt in der höchsten Schweizer Spielklasse, als er in der 80. Spielminute für Alain Nef eingewechselt wurde. Er kam auch in den verbleibenden vier Saisonspielen zum Einsatz, davon stand er zwei Mal in der Startaufstellung.
Den Saisonstart 2019/20 verpasste Omeragić verletzt. Nach einer weiteren Zwangspause aufgrund einer Verletzung und einer Länderspielabstellung drang er im November 2019 in die Startformation von Cheftrainer Ludovic Magnin vor. In der Saison 2021/2022 wurde er mit dem FC Zürich Schweizer Meister.
Im Sommer 2023 verliess der Spieler sein Heimatland und wechselte nach Frankreich zum HSC Montpellier.

### Nationalmannschaften
Bećir Omeragić ist aufgrund seiner Eltern bosnischer Abstammung, besitzt aber nur die Schweizer Staatsbürgerschaft. Der bosnische Fussballverband wollte ihn dennoch im Spätherbst 2019 für die A-Nationalmannschaft anwerben, Omeragić entschied sich jedoch für die Schweiz.
Für die Schweiz spielte Omeragić bereits davor in U15-, U16- und U17-Auswahlen. Mit der U17 nahm er im Mai 2018 an der U17-Europameisterschaft in England teil, wo er in allen drei Gruppenspielen der Nati in der Startformation stand. Nach drei Spielen für die U19 debütierte er am 7. Oktober 2020 beim 1:2 im Freundschaftsspiel gegen Kroatien für die A-Nationalmannschaft. Für die Europameisterschaft 2021 wurde er ins Nati-Kader berufen.